# Ерделі Наталія Корнеліївна
Ерделі Наталія Корнеліївна (нар. 1889 — 6 вересня 1925, м. Белград, Сербія) — російська емігрантка, співзасновниця Першої російсько-сербської гімназії для дівчат, письменниця.

## Життєпис
Про життя Наталії до еміграції відомо мало. Народилася в сім'ї відомого російського письменника Корнелія Владиславовича Тхоржевського у 1889 році. В 1905 році закінчила Смольний інститут шляхетних дівчат, а пізніше стала акторкою Олександрійського театру.З початком Першої світової війни разом зі своєю сестрою Тамарою працювала сестрою милосердя, і за старання обидві в 1916 році були нагороджені Георгіївською медаллю.
У 1920 році разом з іншими російськими емігрантами Наталія Корнеліївна виявилася в Королівстві Сербів, Хорватів і Словенців, в невеликому містечку Велика Кикинда.
6 вересня 1925 року Наталія Корнеліївна померла. На наступний день в гімназії була панахида, а ввечері 24 вихованки в супроводі кількох викладачів поїхали на похорон до Белграда. Король Олександр і королева Марія, випадково зустрівши похоронну процесію на вулицях столиці, провели її в останню путь в екіпажі до Нового кладовища. Похована засновниця гімназії на російській ділянці Белградського кладовища.

## Письменницька діяльність
У 1925 році у видавництві Сергія Філонова у м. Нови Сад вийшли друком два художніх твори Наталії Ерделі — "Жінка. Повість наших днів " і " Вільний. Повість з наших днів ".

## Особисте життя
Чоловік: Борис Миколайович Ерделі, вчитель фізики і математики. Наталія його друга дружина (до 1917 року був одружений з дворянкою Вірою Миколаївною). Власних дітей у них не було, але з ними жив син Бориса Миколайовича, Дмитро. Крім того, була доросла дочка Ніна Борисівна Баранова. Вона жила окремо від батька в іншому сербському місті, але часом приїжджала в рідну домівку у Великій Кікінді.

## Гімназія
Разом із чоловіком заснувала Першу російсько-сербську гімназію для дівчат. Гімназія відкрилася 28 жовтня 1921 року. Начальницею гімназії стала Наталія Корнеліївна, інспектував класи Борис Миколайович. Викладачі були підібрані з сімей російських емігрантів. Одною з викладачок музики була Ніна Сергіївна Зволянська.
Розпорядок життя гімназисток був дуже суворий і жорстко регламентований.
У гімназії начальниця благоволила всім талановитим дівчаткам, стимулювала розкриття здібностей учениць в тій чи іншій області. Особлива увага зверталася на мистецтво, танці, малювання, рукоділля. Але головним предметом в гімназії була музика, причому виключно класична музика. Інспектор класів, Борис Миколайович Ерделі, був чудовим піаністом і всім особливо здібним сам давав уроки, іншим — викладачки.
Одним з досягнень Н. К. Ерделі була організація літнього відпочинку учениць на березі моря. У липні-серпні 1923 року гімназистки разом з викладачами, майже в повному складі, вирушили в місто Спліт на Адріатичному морі.
У лютому 1925 року Наталія Корнеліївна, взявши з собою трьох старших учениць, їздила в Белград представлятися королеві Марії, яка милостиво погодилася взяти гімназію під своє високе заступництво.
В 1925 році Наталія Ерделі вмовила Ніну Сергіївну Зволянську і балерину Олену Дмитрівну Полякову дати повноцінний концерт і всі зібранні з нього кошти пішли на розвиток гімназії.
Завдяки невпинним турботам Наталії Корнеліївни Ерделі в гімназії з'явився свій журнал «Чорні пелеринки». Випускався він раз на рік 14 листопада, до дня народження імператриці Марії Федорівни, але мав всього два випуски — в 1923 і 1924 роках, хоча спочатку планувалося його видання не рідше одного разу на два місяці. Головна причина — відсутність грошей. Журнал друкувався в друкарні О. С. Суворіна в Белграді.
Після смерті Наталії Ерделі її портрет повісили в актовому залі, між портретами Миколи II та імператриці Марії Федорівни.